# Евлогий (патриарх Александрийский)
Патриа́рх Евло́гий (греч. Πατριάρχης Ευλόγιος; умер 13 сентября 608, Александрия) — архиепископ александрийский в 570—608 (по другим данным, в 583—607), успешно боролся с евтихианством (монофизитством). Почитается в Православной церкви в лике преподобных, память совершается 13 февраля (по юлианскому календарю).
Был сначала монахом, а затем игуменом в Антиохии.
Патриарх Евлогий был близок к папе Григорию I Двоеслову, адресовавшему ему многочисленные послания.
В 589 году Евлогий созвал Александрийский собор для осуждения двух групп еретиков-самаритян. Последовательно выступал против заблуждений агноитов во главе с александрийским диаконом Фемистием, утверждавшим неведение Христом некоторых вещей (например, дня Страшного Суда). Был и решительным противником монофизитства.
Автор многих богословских трудов, но большинство его творений сохранились до наших дней только в «Мириобиблионе» в изложении патриарха Фотия. Из сохранившихся отрывков для богословов особый интерес представляют выдержки из большой догматической книги «О Святой Троице и о воплощении». Он является автором трактатов против новациан и против Тимофея и Севира. В своих работах развивал учение о «естественной» человеческой воле во Христе, прямо говорил о «двух действиях» и о «двух хотениях», подтверждая свои размышления глубоким анализом основных евангельских текстов, в этом отношении являлся прямым предшественником преподобного Максима Исповедника.